# Université nationale du Zaïre
L'université nationale du Zaïre (UNAZA) en 1972, est le nom du regroupement des universités du Zaïre (aujourd'hui république démocratique du Congo) qui a existé de 1971 à 1981, initialement comme Université nationale du Congo.
Ce regroupement a été effectué à la suite de l’ordonnance-loi n° 71/075 du 6 août 1971. En 1972, l’ordonnance-loi n° 72/002 du 12 janvier 1972, renomme l’Université nationale du Congo en Université nationale du Zaïre.
En 1981, la décision d'État n° 09/CC/81 du 3 juin et l'ordonnance-loi n° 25/81 du 3 octobre, portant sur la création d'établissements publics autonomes d'enseignement, recréent plusieurs universités, et ainsi mettent fin au regroupement.